# Invasione russa della Prussia Orientale
L'invasione russa della Prussia Orientale è stato un evento bellico della prima guerra mondiale che si svolse sul fronte orientale tra l'agosto ed il settembre 1914.
Due armate dell'Esercito imperiale russo invasero la Prussia Orientale a partire dal 17 agosto 1914 ottenendo alcuni successi iniziali che misero in difficoltà l'Alto comando tedesco; difficoltà organizzative ed errori tattici del comando russo, favorirono tuttavia la controffensiva delle truppe tedesche che, sotto il comando del generale Paul von Hindenburg e del suo capo di stato maggiore generale Erich Ludendorff, riuscirono a sconfiggere pesantemente le armate russe nella battaglia di Tannenberg e nella Prima battaglia dei laghi Masuri, liberando il territorio prussiano.
Queste operazioni pur concluse con un brillante successo tedesco, influirono sull'esito complessivo della prima fase della guerra europea, costringendo l'Alto comando tedesco a trasferire tre corpi d'armata di rinforzo dal fronte occidentale al fronte orientale, indebolendo in questo modo l'esercito tedesco impegnato nella grande offensiva in Francia e favorendo il successo francese nella prima battaglia della Marna.

## Il "rullo compressore russo"

### Sviluppo della potenza militare dell'Impero russo
Dopo la sorprendente sconfitta nella guerra contro il Giappone nel 1905, l'Impero russo aveva iniziato, in parte con l'aiuto finanziario della Francia, un grande e ambizioso programma di riforme militari allo scopo di migliorare in modo radicale l'efficienza dell'apparato bellico e raggiungere la superiorità militare sui possibili nemici europei. I dirigenti russi decisero soprattutto di rafforzare i legami della Duplice Intesa con la Francia e di sviluppare una politica di supporto all'unità slava nella penisola balcanica in inevitabile contrasto con gli Imperi centrali.

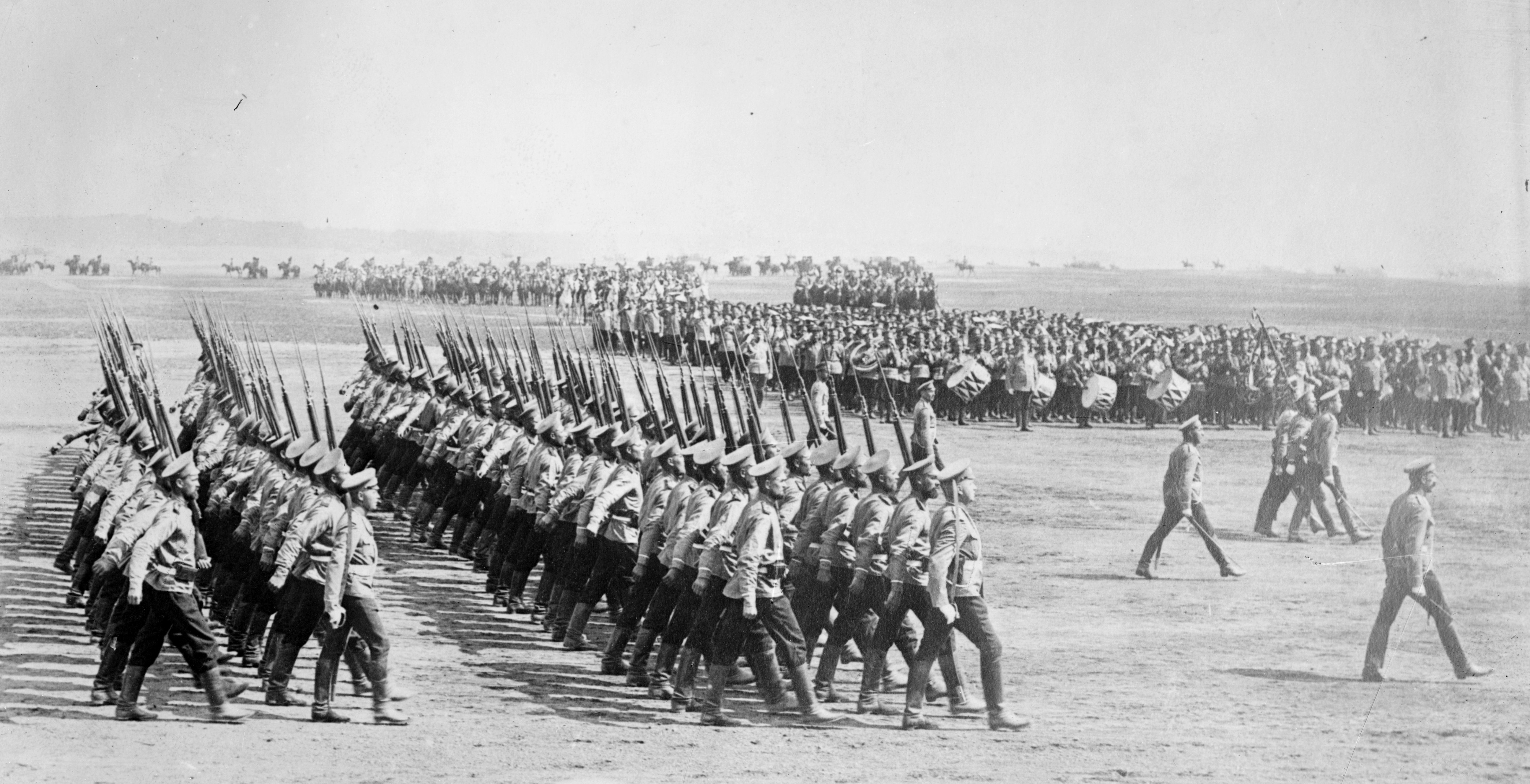
Un reggimento di fanteria russo in marcia.

Dal 1909 al 1913 l'Impero russo impegnò grandi risorse finanziarie per ricostituire la marina e per rafforzare numericamente e materialmente le sue forze terrestri, sotto la direzione del Ministro della Guerra, generale Vladimir Suchomlinov. Nel 1914 l'esercito russo, forte di 1 500 000 soldati, era il più grande del mondo ed era previsto un ulteriore incremento numerico con il cosiddetto "grande programma" che prevedeva un aumento del contingente di leva e una crescita della forza effettiva entro il 1917 fino a 2 milioni di uomini; i piani di sviluppo prevedevano di migliorare l'equipaggiamento delle truppe, potenziato il sistema delle comunicazioni ferroviarie e rafforzata l'artiglieria campale che già superava numericamente quella tedesca.
Inoltre era in corso un radicale cambiamento della pianificazione strategica;  lo stato maggiore russo aveva abbandonato nel 1909, dopo la crisi bosniaca che aveva evidenziato l'aggressività della Triplice alleanza, i piani operativi di tipo difensivo ed era stato progettato un cosiddetto Piano XIX che prevedeva una massiccia e rapida offensiva con diciannove corpi d'armata contro la Germania per invadere la Prussia orientale, mentre forze più limitate sarebbero state schierate in Galizia per affrontare l'esercito austro-ungarico. Nel 1912 tuttavia questo piano venne modificato di fronte alla necessità politica di contrastare la politica austro-ungarica nei Balcani e di supportare anche militarmente i nuovi stati slavi sorti dopo la dissoluzione della parte europea dell'Impero ottomano. L'esercito imperiale russo entrò in guerra nel 1914 con un piano di schieramento che prevedeva che due armate con circa 800 000 uomini, avrebbero attaccato in Prussia orientale. La Francia richiedeva che l'attacco da est contro la Germania fosse il più rapido e potente possibile e venne quindi stabilito che entro il quindicesimo giorno dalla mobilitazione i russi avrebbero attaccato in coordinamento con il previsto attacco generale dell'esercito francese all'ovest. Il grosso delle forze terrestri russe tuttavia, altre cinque armate raggruppate nel Fronte Sud-occidentale, avrebbero sferrato l'offensiva più importante contro l'Impero Austro-Ungarico con l'obiettivo di marciare sui Carpazi e invadere l'Ungheria.

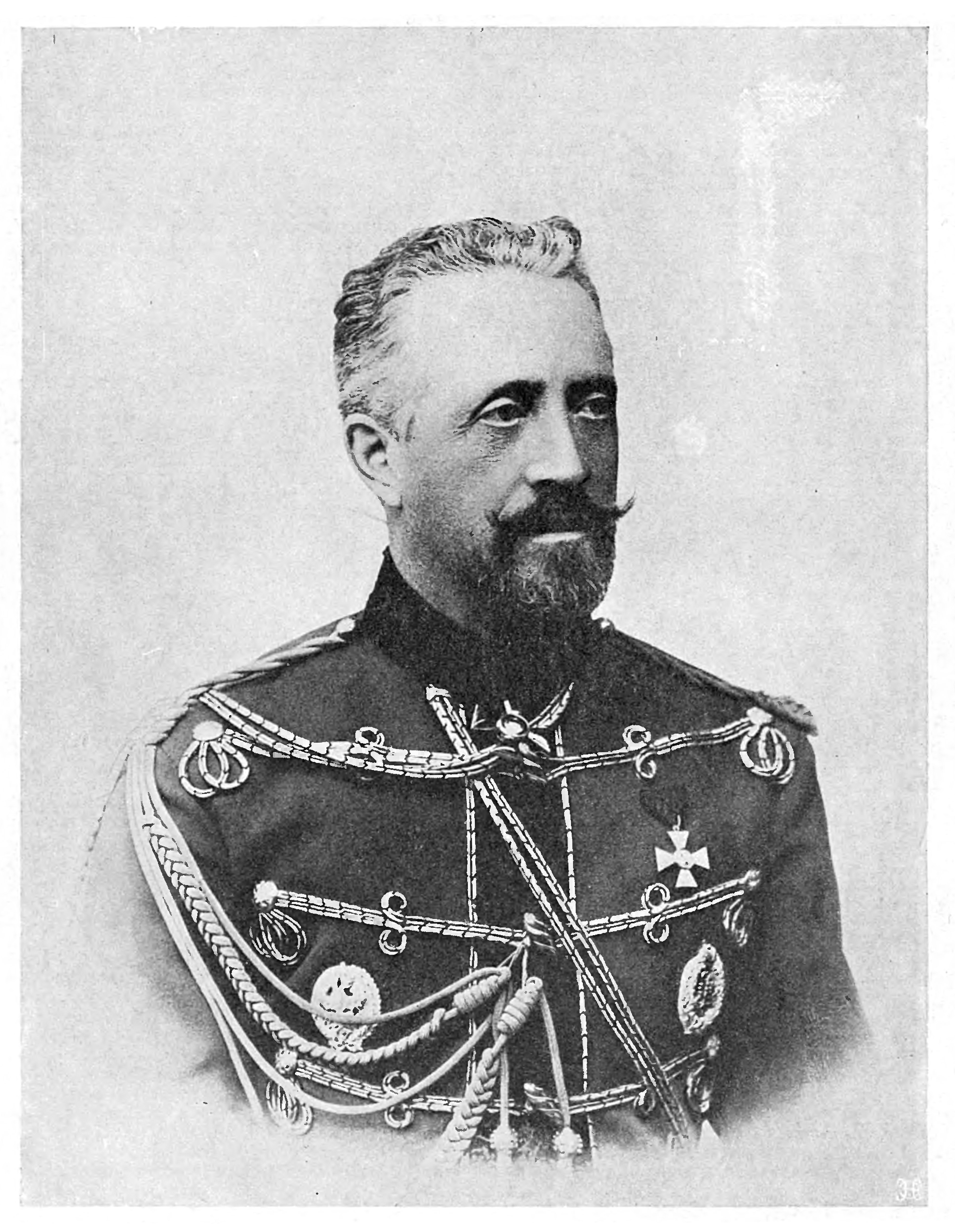
Il Granduca Nicola, comandante in capo dell'esercito russo all'inizio della guerra mondiale.

Alla vigilia della guerra europea la potenza e la dimensione dell'esercito imperiale impressionavano e intimorivano le altre grandi potenze; in particolare in Germania tra i generali era diffusa la sensazione di una minaccia crescente e si manifestarono opinioni favorevoli ad una guerra preventiva prima del raggiungimento da parte russa di una superiorità militare schiacciante. Tra gli alleati occidentali dell'Impero, sia nell'opinione pubblica sia tra i dirigenti politici, era invece presente un grande ottimismo; si parlava diffusamente del cosiddetto "rullo compressore russo", l'irresistibile macchina bellica slava in grado di travolgere con la massa dei suoi milioni di "mugiki-soldati" le potenze germaniche e marciare su Berlino in cooperazione con l'alleato francese.
La potenza militare dell'Impero russo era molto sopravvalutata sia dagli alleati che dai potenziali nemici; in realtà presentava ancora gravi debolezze organizzative e materiali; le armi e le munizioni disponibili non erano sufficienti, l'artiglieria era numerosa ma inferiore a quella tedesca nel settore dei cannoni e degli obici pesanti, soprattutto l'apparato logistico-organizzativo, nonostante i tentativi di riforma, era molto carente e non sarebbe stato in grado di approvvigionare e rifornire adeguatamente le armate. Tra gli ufficiali inferiori c'erano numerosi elementi coraggiosi e capaci, ma gli stati maggiori e l'alto comando erano insufficientemente preparati dal punto di vista tecnico e inoltre erano lacerati da discordie e rivalità. I soldati russi, provenienti in gran parte dall'immensa popolazione contadina, in generale erano coraggiosi, disciplinati e molto resistenti, ma le loro qualità positive vennero vanificate dall'impreparazione organizzativa e dell'inettitudine degli alti comandi.

### Mobilitazione e concentrazione delle armate
L'esercito russo aveva dato inizio alle complicate procedure di mobilitazione delle sue armate, rese particolarmente macchinose dalla vastità del paese e dalle carenti vie di comunicazione, fin dagli ultimi giorni della drammatica crisi di luglio; per l'accelerare la procedura, nella notte tra il 25 e il 26 luglio era stato stabilito che avesse inizio il cosiddetto "periodo preparatorio della guerra" che prevedeva una serie di disposizioni organizzative e di sicurezza, codificate dall'ukase dello Zar del 2 marzo 1913, preliminari alle reale mobilitazione generale. Alle ore 17.00 del 30 luglio venne diramato l'ordine di mobilitazione generale in anticipo rispetto alle altre grandi potenze; in questo modo la Russia guadagnò alcune ore preziose rispetto alla Germania la cui procedura di mobilitazione era molto più rapida e efficiente..

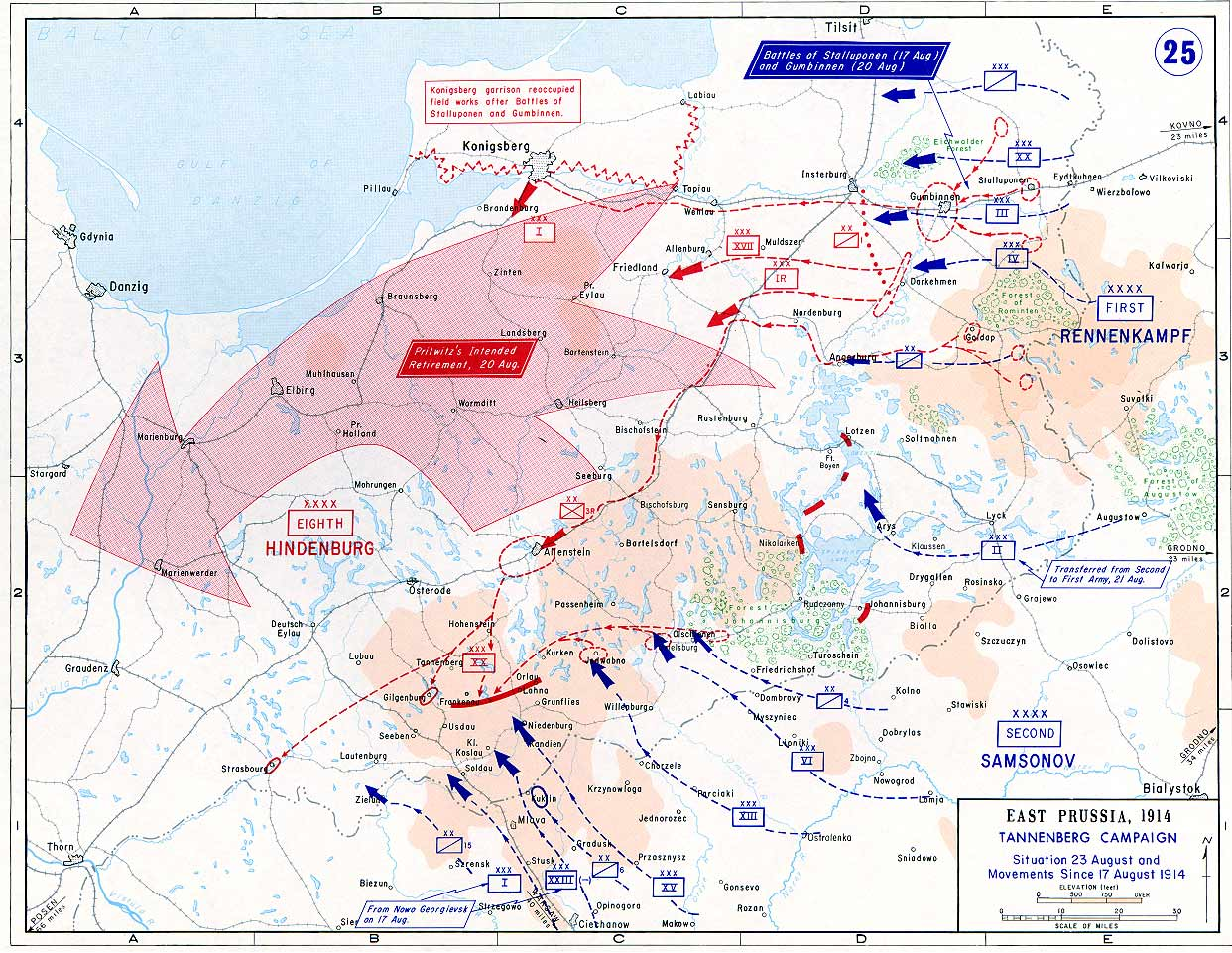
Carta delle operazioni.

Il comando supremo delle forze campali russe venne assunto dal popolare granduca Nicola e a  Baranavičy venne costituito il Grande Quartier generale, lo Stavka per coordinare le operazioni delle armate su tutto l'enorme fronte orientale. La mobilitazione procedette con sufficiente efficienza e sorprese per la sua inattesa rapidità gli alti comandi degli Imperi Centrali. Entro due settimane la Russia fu in grado, nonostante problemi organizzativi e la forte tensione a cui furono sottoposti gli alti comandi, di portare in combattimento le sue armate di prima linea e sferrare l'offensiva sia contro la Germania in Prussia orientale, come fortemente sollecitato dalla Francia e come previsto dagli accordi tecnici tra i due alleati, sia contro l'Austria-Ungheria in Galizia..
In particolare gli accordi militari tra le due nazioni alleate della Duplice Intesa furono dettagliatamente stabiliti nei colloqui del 1911 in cui il delegato francese generale Auguste Dubail ottenne il consenso dei russi a sferrare un'offensiva combinata da est e da ovest contro la Germania, e durante la visita in Russia nel 1913 del generale Joseph Joffre, il capo di stato maggiore francese, che discusse i progetti bellici con lo zar Nicola II e il granduca Nicola.
L'esercito russo venne raggruppato in due gruppi d'armate; mentre il Fronte Sud-Occidentale del generale Nikolaj Ivanov avrebbe sferrato in Galizia contro l'Impero Austro-Ungarico una grande offensiva, entro il quindicesimo  giorno dalla mobilitazione il Fronte Nord-Occidentale al comando del generale Yakov Žilinskij avrebbe invaso la Prussia orientale attaccando dal Nemunas e dalla Vistola con due armate. La 1ª Armata del generale Paul von Rennenkampf avrebbe marciato dal Niemen con quattro corpi d'armata, mentre la 2ª Armata del generale Aleksandr Vasil'evič Samsonov avrebbe attaccato dalla Vistola, a sud della regione dei Laghi Masuri, con cinque corpi d'armata. Il progetto dei russi prevedeva una complessa manovra a tenaglia convergente su Königsberg e Danzica che avrebbe distrutto le forze tedesche in Prussia orientale o le avrebbe costrette a ripiegare a ovest della Vistola.

## I piani tedeschi
I tedeschi inizialmente pianificarono di tenere sul fronte prussiano la sola Ottava Armata contro le armate dell'Impero russo. Tuttavia un'altra grande unità, la Nona Armata, era dislocata nella Germania centrale per rinforzare l'Ottava in caso di bisogno. L'alto comando tedesco si aspettava che i russi avrebbero impiegato parecchio tempo a mobilitare, permettendo così alla Germania di vincere la guerra sul fronte occidentale in poche settimane ed affrontare le armate zariste successivamente con l'esercito al completo, trasferito grazie alla potente rete ferroviaria del Reich. Questo costituiva le basi del cosiddetto Piano Schlieffen.

## La battaglia

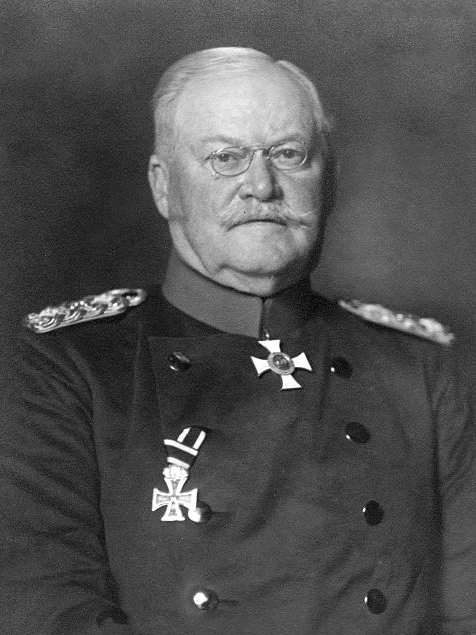
Il generale Maximilian von Prittwitz, comandante della 8ª Armata tedesca all'inizio della guerra.

Tuttavia, in modo completamente inaspettato, i russi riuscirono a mobilitare in tempi piuttosto brevi e ad intraprendere un'invasione della Prussia Orientale. Si trattava di una provincia del Reich tedesco, e la cosa provocò un duro colpo al morale sia del popolo tedesco, sia del suo stato maggiore generale. L'esercito germanico, infatti, in zona aveva le sole 10 divisioni dell'ottava armata del generale Maximilian von Prittwitz, contro la quale furono lanciate la prima e la seconda armata zariste, comandate rispettivamente dai generali Paul von Rennenkampf e Aleksandr Vasil'evič Samsonov. Entrarono in Prussia Orientale tra il 7 ed il 9 agosto.
La battaglia di Stallupönen, combattuta da russi e tedeschi il 17 agosto 1914, aprì in pratica le ostilità sul fronte orientale. Si trattò di una piccola vittoria tedesca, che modificò di poco la tabella di marcia delle armate dello zar.
La battaglia di Gumbinnen, iniziata dai tedeschi il 20 agosto, fu il primo combattimento in grande stile del fronte. A causa della fretta degli attaccanti, la vittoria fu dei russi. I tedeschi furono così costretti a ritirarsi, forse con l'intenzione di effettuare azioni in Masuria, o forse di ripiegare addirittura dietro il fiume Vistola, che avrebbe significato in pratica abbandonare la Prussia Orientale, lasciando Königsberg in mani russe. Una ritirata di questo tipo era stata prevista nel caso i tedeschi si fossero trovati in forte inferiorità, ma abbandonare Königsberg avrebbe provocato un crollo del morale all'interno del Paese e dell'esercito. Inoltre, è probabile che i russi avrebbero cercato di sfruttare il successo, finendo per sfondare le difese statiche germaniche e penetrando nell'Impero. In breve, i tedeschi furono costretti a battersi subito contro le forze russe.
Helmuth Johann Ludwig von Moltke, capo dello stato maggiore generale dell'esercito, il 22 agosto destituì Prittwitz e mise al suo posto Paul von Hindenburg, con il suo capo di stato maggiore Erich Ludendorff. Il nuovo comandante aveva un approccio diverso da Prittwitz, che si era fatto prendere dal panico e meditava di ritirarsi. Hindenburg decise di attaccare e circondare una delle due armate: l'azione si concretizzò nella battaglia di Tannenberg, in cui otto divisioni riuscirono a mettere fuori combattimento la seconda armata di Samsonov (30 000 tra morti e feriti, e 95 000 prigionieri, su un totale di 150 000 soldati). Il comandante russo si suicidò con un colpo di pistola alla tempia dopo la sconfitta. Il suo corpo venne ritrovato dai tedeschi in mezzo agli altri caduti russi.
Con la prima battaglia dei laghi Masuri, le forze germaniche costrinsero la prima armata russa ad abbandonare la Prussia Orientale.
L'invasione, per i russi, fu un fallimento completo. Tuttavia, la crisi causata da questa azione nell'alto comando tedesco ebbe un'importanza essenziale nello svolgimento della guerra. I tedeschi, infatti, inviarono la nona armata (di riserva) in aiuto all'ottava in Oriente. Tuttavia, queste truppe giunsero a combattimenti conclusi. Se questa grande unità fosse stata inviata in Francia, avrebbe potuto essere estremamente utile. Per usare le parole del colonnello francese Dupont, "la loro sconfitta fu uno degli elementi della nostra vittoria".